# Суперкубок Мальти з футболу 2003
Суперкубок Мальти з футболу 2003  — 19-й розіграш турніру. Матч відбувся 25 травня 2003 року між чемпіоном Мальти клубом Сліма Вондерерс та володарем кубка Мальти клубом Біркіркара.
| Володар Суперкубка Мальти 2003 |
| ------------------------------ |
|                                |
| Біркіркара Другий титул        |

## Матч

### Деталі
| 25 травня 2003 |

| Сліма Вондерерс | 0:2 | Біркіркара  |
| --------------- | --- | ----------- |
|                 |     | Нвоко Галеа |

| Національний стадіон, Та-Калі |